# Österreichische Eishockey-Meisterschaft 1927/28
Die Saison 1927/28 war die 6. Austragung der österreichischen Eishockey-Meisterschaft, die vom ÖEHV organisiert wurde. Die Österreichische Meisterschaft gewann der Wiener Eislauf-Verein, während der Stockerauer EV in die zweite Spielklasse abstieg.

## 1. Klasse

### Tabelle
| Pl. | Mannschaft            | Sp | S | U | N | Tore  | Punkte |
| --- | --------------------- | -- | - | - | - | ----- | ------ |
| 1.  | Wiener Eislauf-Verein | 5  | 5 | 0 | 0 | 43:04 | 10     |
| 2.  | Pötzleinsdorfer SK    | 5  | 4 | 0 | 1 | 32:04 | 8      |
| 3.  | VfB Wien              | 5  | 2 | 0 | 3 | 09:07 | 4      |
| 4.  | Cottage EV            | 5  | 2 | 0 | 3 | 11:21 | 4      |
| 5.  | Wiener AC             | 5  | 2 | 0 | 3 | 10:26 | 4      |
| 6.  | Stockerauer EV        | 5  | 0 | 0 | 5 | 02:45 | 0      |

Abkürzungen:  Pl. = Platz, Sp = Spiele, S = Siege, U = Unentschieden, N = Niederlagen

Erläuterungen:  Meister, Absteiger in die 2. Klasse

### Kader des WEV und PSK
| Österreichischer Meister Wiener Eislauf-Verein | Hermann Weiß Walter Brück – Alfred Revy, Jacques Dietrichstein Walter Sell – Josef Göbl – Ulrich Lederer Herbert Klang – Josef Mayer – Otto Reinl |
| Pötzleinsdorfer SK                             | Kurt Wollinger, Karl Ördögh Peregrin Spevak – Hans Stärker Hans Tatzer – Hans Ertl – Ferdinand Bidla F. Chlada – Hans Wichta                      |

## 2. Klasse

### Gruppe A
| Pl. | Mannschaft                  | Sp | S | U | N | Tore  | Punkte |
| --- | --------------------------- | -- | - | - | - | ----- | ------ |
| 1.  | Sportklub Hertha            | 4  | 3 | 0 | 1 | 16:06 | 6      |
| 2.  | Floridsdorfer AC            | 4  | 2 | 0 | 2 | 07:07 | 4      |
| 3.  | Währinger Jugendspielverein | 4  | 1 | 2 | 1 | 04:05 | 4      |
| 4.  | Wiener Hockeyverein         | 4  | 1 | 2 | 1 | 06:10 | 4      |
| 5.  | Wiener Bewegungssport-Club  | 4  | 0 | 2 | 2 | 05:10 | 2      |

Erläuterungen:  Gruppensieger und Aufsteiger, Absteiger in die Gruppe B

### Gruppe B
| Pl. | Mannschaft                              | Sp | S | U | N | Tore  | Punkte |
| --- | --------------------------------------- | -- | - | - | - | ----- | ------ |
| 1.  | Österreichischer Wintersportclub        | 3  | 3 | 0 | 0 | 22:0  | 6      |
| 2.  | EV St. Pölten                           | 3  | 2 | 0 | 1 | 05:05 | 4      |
| 3.  | Österreichische Lehrer-Sportvereinigung | 3  | 1 | 0 | 2 | 03:12 | 2      |
| 4.  | SC Hakoah Wien                          | 3  | 0 | 0 | 3 | 00:13 | 0      |